# 12 Arnold Grove
12 Arnold Grove is een huis in Liverpool. Hier woonde de Beatles-gitarist George Harrison gedurende zijn kindertijd tot 1950.
Het is een rijtjeshuis in een doodlopende straat in de wijk Wavertree. Harrison en zijn zus en broers woonden hier sinds hun geboorte. Op 2 januari 1950 vertrok de familie naar een huis in de wijk Speke.
Het huis is een toeristische trekpleister dat zomers tot honderd bezoekers per dag aantrekt. Anders dan 251 Menlove Avenue en 20 Forthlin Road waar John Lennon en Paul McCartney opgroeiden, is het huis niet publiek toegankelijk.
In 1997 bracht Harrison een album uit met de titel 12 Arnold Grove. 

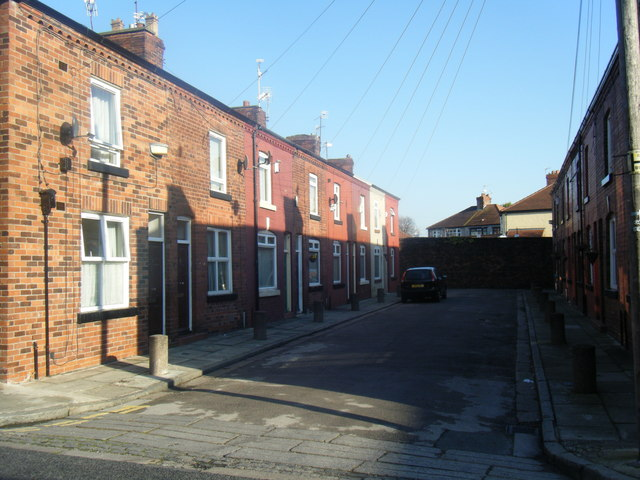
Arnold Grove